# عرب كندي
عرب كندي (بالفارسية: عرب‌کندی) هي قرية تقع في قسم آواجيق الجنوبي الريفي (مقاطعة تشالدران) في إيران.